# Nieuwzeelandse horsmakreel
De Nieuw-Zeelandse horsmakreel (Pseudocaranx dentex) is een straalvinnige vissensoort uit de familie van horsmakrelen (Carangidae). De wetenschappelijke naam van de soort is voor het eerst geldig gepubliceerd in 1801 door Bloch & Schneider.